# ريزارد كونزي
ريزارد كونزي (بالبولندية: Ryszard Kunze)‏ هو مبارز بالسيف بولندي، ولد في 12 ديسمبر 1939 في Wejherowo ‏ في بولندا.

## وصلات خارجية
- ريزارد كونزي على موقع أوليمبيديا (الإنجليزية)
- ريزارد كونزي على موقع اللجنة الأولمبية البولندية (مؤرشف) (البولندية)